# Gianfranco Pandolfini
Gianfranco Pandolfini (Firenze, 16 februari 1920 – aldaar, 3 januari 1997) was een Italiaans waterpolospeler.
Gianfranco Pandolfini nam als waterpoloër een keer deel aan de Olympische Spelen; in 1948. In 1948 maakte hij deel uit van het Italiaanse team dat het goud wist te veroveren. Hij speelde vijf van de zeven wedstrijden.
Ermenegildo Arena · 
Emilio Bulgarelli · 
Pasquale Buonocore · 
Aldo Ghira · 
Mario Majoni · 
Geminio Ognio · 
Gianfranco Pandolfini · 
Tullo Pandolfini · 
Cesare Rubini · 
Luigi Fabiano (R) ·
Alfredo Toribolo (R)